# Ernst Gräfenberg
Ernst Gräfenberg (Adelebsen, 26 settembre 1881 – New York, 28 ottobre 1957) è stato un medico e ricercatore tedesco.

## Biografia
Gräfenberg studiò medicina a Gottingen e Monaco, conseguendo il dottorato il 10 marzo 1905. Dopo un breve periodo passato a lavorare come dottore di oftalmologia all'Università di Würzburg, si spostò all'Università di Kiel, nel dipartimento di ostetricia e ginecologia, dove pubblicò studi sulla metastasi cancerosa e sulla embriologia. Nel 1910 lavorò come ginecologo a Berlino, e nel 1920 ottenne uno studio nel rispettabile quartiere Kurfürstendamm. Nello stesso periodo era anche capo ginecologo di un ospedale municipale di Britz, e stava cominciando a studiare la fisiologia della riproduzione umana all'Università di Berlino.
Durante la prima guerra mondiale operò come ufficiale medico, continuando a pubblicare studi, principalmente sulla fisiologia del corpo femminile. Nel 1929 rese pubblici gli studi sull'"Anello di Gräfenberg", la prima spirale per la quale ci sono testimonianze d'uso.
Quando il Nazismo prese potere in Germania, Gräfenberg (ebreo) fu costretto a dimettersi dal ruolo di capo ginecologo e ostetrico dell'ospedale municipale di Berlino-Britz (1933). Ignorando i consigli dell'amico Hans Lehfeldt, rimase in Germania, dove venne arrestato nel 1937 per aver contrabbandato un prezioso bollo fuori dal Paese. Nel 1940 venne rilasciato da una prigione nazista grazie a Margaret Sanger, e si trasferì negli USA iniziando a lavorare a New York.

### Vita privata e morte
Morì a New York il 28 ottobre del 1957, dopo un breve matrimonio con la scrittrice Rosie Waldeck.

## Attività
È noto per aver sviluppato la spirale intrauterina (un dispositivo contraccettivo) e per i suoi studi sul ruolo dell'uretra nell'orgasmo femminile.
È anche famoso perché erroneamente ritenuto lo scopritore del punto G, sebbene non descrisse alcun punto vaginale sensibile né alcuna struttura anatomica comparabile con lo stesso. In realtà il punto G venne descritto per la prima volta nel 1982 da Alice Lada e Beverly Whipple; le quali travisarono alcune frasi di un articolo di Ernst Gräfenberg per creare il mito del punto G.